# Râul Redea
Râul Redea sau Râul Pârliți sau Râul Valea Redea este un curs de apă, afluent al râului Vlădila. 